# Kimiko Raheem
Kimiko Shihara Raheem (tamoul : கிமிகோ ரகீம்), née le 28 janvier 1999 à Colombo (Sri Lanka), est une nageuse srilankaise spécialiste du dos.

## Jeunesse
Originaire d'une famille de sportifs, ses sœurs aînées Mayumi et Machiko Raheem sont également des nageuses qui représentent le Sri Lanka dans de nombreux compétitions internationales. Comme elles, Kimiko Raheem fait ses études à l'Asian International School de Colombo.
Entre 2015 et les Jeux de 2016, elle part s'entraîner à Thiyanapura en Thaïlande grâce à une bourse d'études de la Fédération internationale de natation. Elle part ensuite étudier à l'université A&M du Texas.

## Carrière
Kimiko Raheem participe aux Championnats du monde 2013 qui se tiennent à Barcelone, où elle termine 34e du 200 m dos en battant le record du Sri Lanka.
Alors qu'elle concoure encore chez les jeunes, elle se qualifie pour les Jeux olympiques de la jeunesse de 2014 à Nankin en battant le record du Sri Lanka du 100 m dos en 27 s 25 (l'ancien record étant de 28 s 28). Cette année-là, elle est demi-finaliste du 100 m dos aux Jeux du Commonwealth en 1 min 06 s 33 mais ne dépasse pas les séries sur le 200 m dos (2 min 24 s 63).cKimiko Raheem nage le 50 m dos et le 50 m papillon. Sur la première course, elle termine 15e en 31 s 11 tandis que sur la deuxième, elle termine 34e en 30 s 44.
Sélectionnée pour les Jeux olympiques d'été de 2016 à Rio de Janeiro, elle participe aux séries du 100 m dos et termine quatrième de sa série en 1 min 04 s 21. Pas assez rapide pour se qualifier pour les demi-finale, elle termine finalement 28e sur 34 concurrentes.
Aux Jeux sud-asiatiques de 2016, elle bat le record de la compétition sur le 200 m dos en 2 min 18 s 09 et remporte l'or. Elle remporte également l'or sur le 100 m nage libre (57 s 20) devant sa sœur Machiko ainsi que sur le 50 m dos avec un temps de 29 s 75 et sur le 50 m nage libre (26 s 49), encore une fois devant sa sœur Machiko. Kimiko Raheem termine la compétition en gagnant une médaille d'argent avec le relais 4 × 100 m nage libre derrière l'équipe indienne.
En 2019, elle est médaillée d'or sur le 100 m dos lors des Championnats nationaux de Singapour en 1 min 04 s 10. Elle se qualifie pour les Mondiaux où elle termine 50e du 100 m dos et 57e du 50 m nage libre. En novembre, elle doit renoncer à participer aux Jeux sud-asiatiques de 2019 pour cause de blessure.

## Palmarès
| Année | Compétition          | Lieu           | Place | Épreuve              |
| ----- | -------------------- | -------------- | ----- | -------------------- |
| 2014  | Jeux du Commonwealth | Glasgow        | 15e   | 50 m dos             |
| 2014  | Jeux du Commonwealth | Glasgow        | 16e   | 100 m dos            |
| 2014  | Jeux du Commonwealth | Glasgow        | 12e   | 200 m dos            |
| 2014  | Jeux du Commonwealth | Glasgow        | 34e   | 50 m papillon        |
| 2016  | Jeux olympiques      | Rio de Janeiro | 28e   | 100 m dos            |
| 2016  | Jeux sud-asiatiques  | Guwahati       | 1re   | 50 m dos             |
| 2016  | Jeux sud-asiatiques  | Guwahati       | 1re   | 100 m dos            |
| 2016  | Jeux sud-asiatiques  | Guwahati       | 1re   | 200 m dos            |
| 2016  | Jeux sud-asiatiques  | Guwahati       | 1re   | 50 m nage libre      |
| 2016  | Jeux sud-asiatiques  | Guwahati       | 1re   | 100 m nage libre     |
| 2016  | Jeux sud-asiatiques  | Guwahati       | 2e    | 4 × 100 m nage libre |